# エル・ゴラッソ
エル・ゴラッソ（EL GOLAZO, 略称: エルゴラ）は、株式会社スクワッドが発行・販売していた、日本初のサッカー専門の新聞である。創刊当初は、販売を交通新聞社が担当していたが、その後は外れている。
2023年5月31日発行号を以って休刊し、電子版『エルゴラ+』へと完全移行した。

## 概要
毎週月、水、金曜日に発行される。価格は1部180円、月極め1,550円である。新聞休刊日の影響で月曜日に発行が行われない場合は、翌日の火曜日に発行される。2010年まではこの場合でも水曜日の発行は通常どおり行われていたが、2011年からは合併号扱いとして、連日の発行は行われなくなっている。
「EL GOLAZO」とはスペイン語で「ファンタスティックなゴール」を意味する。紙面はピンク色になっているが、これはキヨスクなどで丸めて縦置きされても目立つようにするため（同じくピンク色の紙面であるイタリアのスポーツ紙、ガゼッタ・デロ・スポルトを参考にした）。日本代表戦の直前に発行する時は、紙面を青色にする事もある。サッカーダイジェストと同様に、記事では韓国および朝鮮系選手の氏名表記がカタカナとなっている。
2007年から通常サイズ、および縮刷ハンディ版の他に、ポケットサイズの「Jリーグプレーヤーズガイド」を毎年開幕前に発売している。ポケット版においては日刊スポーツの名鑑との違いを明確にするためか、寸評欄の大半を番記者が取材で集めた小ネタが占める構成となっており、表紙には各クラブの有望若手選手・ムードメーカーの選手を起用している。2015年からは、Jリーグ公認雑誌「ぴあJリーグ観戦ガイド」（ぴあ）の監修・編集協力を担当する。これは2014年まで監修を担当したJ's GOALがJリーグ公式サイトに統合・合併し廃止（2015年10月に復活）された事による。
また、全国版として発行しているものの、Jリーグの記事に関して、（内容ではなく分量面において）一部の関東チーム偏重の傾向があることが挙げられる。これは、首都圏中心に発行を始めた経緯も関係すると思われる。なお、表紙を始め一部の記事を関西地区のチームのものに差し替えた「関西版」も発行しているが、発行が全国版より1日遅れ（毎週火、木、土曜日）であるため、水曜日の試合の展望記事が試合前に読めない、土曜日の試合の展望記事が当日でないと読めない、等の弊害もある。

## 内容
内容はJリーグの試合に関する展望・結果記事が中心であるが、その他のカテゴリー（代表戦、天皇杯、JFL、大学、高校、女子、海外等）についても幅広く取り上げている。ページ数は16ページ（主に水曜日発行号とJリーグのオフシーズン期）または20ページ（主にJリーグのシーズン中の月曜・金曜日発行号）であるが、稀に24ページであることもある（Jリーグ開幕直前の金曜日発行号など）。なお、日本代表のW杯予選のホームゲームやJリーグの優勝争いにおける上位直接対決など、ビッグマッチの際は4ページの号外が試合会場周辺で配布される事もある。

## 歴史
2004年10月8日に創刊された。当初は夕刊紙であり、東京都、神奈川県、埼玉県、千葉県の駅売店、コンビニエンスストアでのみの販売だったが、2005年2月4日から東京都、神奈川県で読売新聞販売店による自宅宅配を開始。2005年11月からは朝刊となった。また、2006年ドイツW杯開催中は毎日発行（日刊）された。価格は当初は1部130円であったが、報道内容の充実（のための取材力強化）を理由に、2009年4月から値上げされた（宅配価格については、開始当初から据え置き）。2007年6月から、携帯版の「サッカー新聞エルゴラ」を月額150円にて販売開始した。
2011年11月25日の1089号からhontoとFujisan.co.jpで全国版（電子版）の販売を開始。これによって、販売、宅配がされていない地域、もしくは1日遅れの地域、関西版の発行地域でも全国版を発売日に読めるようになった。これまでもShowTimeで電子版を発行していたが、その週の分を金曜日にまとめて発行する形式だった。2021年2月25日に電子版の月額読み放題サービス「エルゴラ+」を開始。ボイジャーの電子書籍リーダー・BinBで、新聞のデジタル書籍配信を行うことは初めての試み。2023年4月23日、同年5月末で新聞紙面の発行を休止し、電子版へ完全移行すると発表した。

## 販売箇所
コンビニエンスストアや駅売店での販売は東京都、埼玉県、神奈川県、千葉県、山形県、宮城県、茨城県、近畿地方の一部でのみ行われている。
山形県では山形駅。宮城県では仙台駅、泉中央駅。新潟県では新潟駅。茨城県では牛久駅、取手駅など。栃木県では宇都宮駅、小山駅など。群馬県では前橋駅、高崎駅など。山梨県では甲府駅、大月駅など。静岡県では熱海駅に限り、駅売店やコンビニで販売している。
しかし、いずれも2023年5月31日発行号で販売は終了となる。

## 宅配地域
読売新聞による宅配で下記の地域で購読できる。ただし、東京都、神奈川県、埼玉県、千葉県、静岡県静岡市以外は翌日の宅配となる。また下記のエリア外の地域でも、郵便配達による日本全国への宅配が行われている。
2023年5月31日までの地域
- 東北地方
  - 宮城県（仙台市）
  - 山形県（全域）
- 関東地方
  - 1都6県（全域）
- 中部地方
  - 新潟県（新潟市、長岡市、燕市、三条市、十日町市）
  - 山梨県（甲府市、韮崎市、山梨市、笛吹市、甲州市、甲斐市、中央市、南アルプス市、市川三郷町、昭和町、富士川町）
  - 長野県（長野市、中野市、須坂市、千曲市、佐久市、上田市、東御市、小諸市、飯田市、伊那市、駒ヶ根市、岡谷市、塩尻市、諏訪市、茅野市、大町市、安曇野市、松本市、小布施町、山ノ内町、坂城町、小海町、立科町、長和町、御代田町、飯島町、箕輪町、下諏訪町、池田町、高山村、青木村、喬木村、南箕輪村、宮田村、松川村、山形村、朝日村）
  - 静岡県（全域）
  - 富山県（全域）
  - 石川県（全域）

2021年3月30日までの地域
- 近畿地方
  - 2府4県（全域）
- 中国地方
  - 鳥取県（全域）
  - 島根県（全域）
  - 広島県（全域）
  - 岡山県（全域）
- 四国地方
  - 香川県（全域）
  - 徳島県（全域）
  - 愛媛県（全域）
  - 高知県（全域）

2019年5月31日までの地域
- 東北地方
  - 青森県（青森市、八戸市、南部町、五戸町、下田町、おいらせ町）
  - 岩手県（盛岡市、矢巾町、紫波町、滝沢市、花巻市、北上市、奥州市、一関市、釜石市、大船渡市）
  - 秋田県（秋田市、由利本荘市）

## その他
- U-31
  - 2005年から2006年にかけて、エルゴラ水曜版に連載されていたサッカー小説。モーニング連載のサッカー漫画の続編。
- GIANT KILLING・Jリーグタイム
  - NHK衛星放送（放送チャンネルは異なる）で放送されている番組のコラボレーションの一環として、2010年4月以降、度々合同広告を掲載していた。ツジトモがイースト東京ユナイテッドの達海監督と、それを取材するJリーグタイムキャスター（当時）山岸舞彩の姿を描く広告が載せられた。